# Fernando Guimarães Kevanu
Fernando Guimarães Kevanu (Cuanhama, 14 de agosto de 1936 – 18 de maio de 2022) foi um clérigo angolano e bispo emérito de Ondijiva.

## Vida
Fernando Kevanu nasceu em 14 de agosto de 1936 no vilarejo de Odime, no município de Cuanhama, no sul de Angola. Seus pais eram Jerónimo Handukeme Kevanu e Kausivike Guimarães.
Fez seus estudos na Missão Católica de Omupanda, no Seminário Menor do Jau e no Seminário Maior Inter-diocesano de Cristo Rei. Concluiu a formação de teologia pastoral em Espanha.
Fernando Guimarães Kevanu foi ordenado sacerdote em 2 de julho de 1970. Foi designado para trabalhar nas Missões do Cuamato, Môngua, Omupanda, Mupa e Ondijiva, chegando as posições de Vice-reitor do Seminário Maior Inter-diocesano de Cristo Rei em 1977, quando, em 1980, foi nomeado Vigário-Geral da Diocese de Ondijiva, estando nesta função até 1986. Agraciado com o título de Monsenhor, torna-se Administrador Apostólico da Diocese de Ondijiva a 12 de setembro de 1986.
O Papa João Paulo II o nomeou Bispo de Ondijiva em 30 de janeiro de 1988, data em que esta era o mais frágil organismo administrativo católico angolano, contando com somente de cinco sacerdotes em serviço. O arcebispo de Luanda, Alexandre Cardeal do Nascimento, deu-lhe a consagração episcopal em 3 de julho do mesmo ano; os principais co-consagradores foram Manuel Franklin da Costa, Arcebispo do Lubango, e Fortunato Baldelli, Delegado Apostólico em Angola e Pró-Núncio Apostólico em São Tomé e Príncipe.
Seu bispado em Ondijiva ficou especialmente marcado pela preocupação com a formação dos agentes da pastoral. Empenhou-se em fundar o Seminário Menor de Môngua e o Seminário Médio/Propedêutico de Omupanda. Além disso, enviou agentes da pastoral para formação fora da província de Cunene e mesmo no exterior.  Na Conferência Episcopal de Angola e São Tomé (CEAST), Dom Fernando serviu como presidente da Comissão de Missão.
Em 23 de novembro de 2011, o Papa Bento XVI aceitou a renúncia de Fernando Guimarães Kevanu, devido a idade.
Kevanu morreu em Ondijiva em 18 de maio de 2022, aos 85 anos.